# Rhinodoras armbrusteri
Rhinodoras armbrusteri es una especie de peces de la familia Doradidae en el orden de los Siluriformes.

## Morfología
• Los machos pueden llegar alcanzar los 9,6 cm de longitud total.

## Hábitat
Es un pez de agua dulce  y de clima tropical.

## Distribución geográfica
Se encuentran en Sudamérica: río Takutu y su afluente Ireng (cuenca del río Branco, cuenca del río Amazonas en Guayana y Brasil), y río Rupununi (cuenca del río Esequibo en Guayana).